# Zonstraat 44
Zonstraat 44 is het adres van een rijksmonumentale boerderij in de Nederlandse stad Utrecht.
De boerderij is gebouwd in de tweede helft van de 17e eeuw aan de Minstroom. Het heeft een zadeldak met dakpannen. De achterliggende schuur kent een soortgelijke vormgeving maar is wat lager uitgevoerd. In de bakstenen gevel bevinden zich boerenvlechtingen.
Een 18e-eeuwse, eveneens rijksmonumentale, boerderij in de Zonstraat bevindt zich op nummer 23.